# Castellà aragonès
El Castellà aragonès (Castellà d'Aragó o Baturro) és la varietat lingüística parlada i pròpia de la major part d'Aragó. És un dels dialectes que conformen el castellà.
També és denominat, sobretot per part dels aragonesos, com a baturro.
El límit geogràfic entre el castellà i l'aragonès (parlat al nord d'Aragó) és molt difuminat, i probablement sempre ho ha estat; actualment l'aragonès retrocedeix clarament davant del castellà a les zones on encara es parla. De la mateixa manera, els trets més específicament aragonesos en el castellà retrocedeixen davant dels més generalitzats.

## Àrea geogràfica
El castellà aragonès és la varietat lingüística pròpia de la major part del territori d'Aragó. Al nord es parlen varietats de l'aragonès i a l'extrem (Franja de Ponent) es parla català.

## Origen
El castellà aragonès procedeix de l'evolució del romanç aragonès medieval que es parlava en aquestes zones, romanç que va anar evolucionant i adoptant cada vegada trets més occidentals, és a dir, trets més generals del castellà. A aquest procés se li ha denominat castellanització de l'aragonès. La imposició del castellà davant d'altres llengües va ser tal que, segles més tard, ja es podia parlar de l'existència d'una mateixa llengua comuna en gran part dels antics regnes de Castella, Aragó i Lleó, el castellà. No obstant això, cada territori conservava els seus trets dialectals propis.
El dialecte ha conservat millor els seus trets propis davant del castellà en l'àmbit rural aragonès. Al segle xx, el dialecte va ser popularitzat per la literatura i el cinema aragonesos.

## Característiques lingüístiques principals

### Classificació

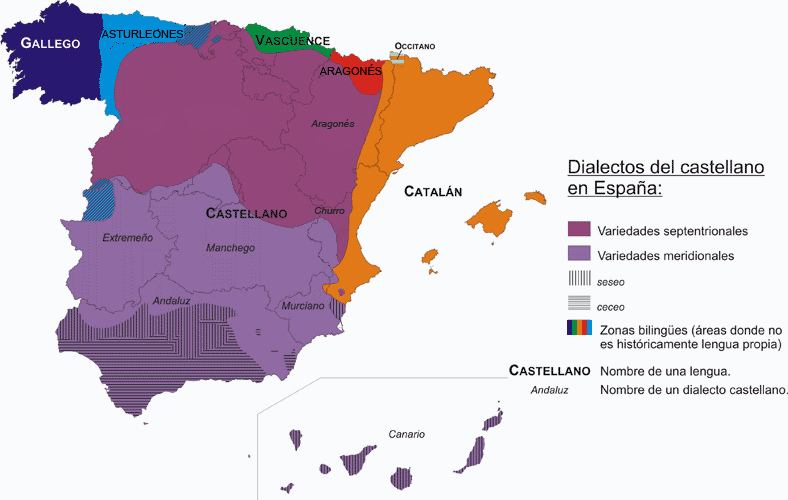
Idiomes i dialectes de la Península Ibèrica

Forma part de les varietats septentrionals del castellà de la Península.

### Fonètica
- Entonació ascendent de les frases, amb allargament de la vocal final. A l'àrea de la vall de l'Ebre, amb més intensitat
- L'accentuació fonològica de les paraules és sempre plana (majoritàriament) o aguda. En castellà aragonès no es dona l'accent esdrúixol. Les paraules esdrúixoles del castellà estàndard són planes en castellà aragonès: pajaro, medico, cantaro.
- Forta tendència a desfer els hiats, en general tancant més la vocal més tancada (alta) del grup, o ben desplaçant l'accent a la vocal més oberta (baixa).
- Reducció dels grups consonàntics cultes de les paraules castellanes: eletrico, 'eléctrico', perfeto, 'perfecto', repunante, 'repugnante', com en tots els dialectes rurals castellans.

### Morfosintaxis
- Ús dels pronoms forts després de preposició: con yo, pa tú
- Els sufixos diminutius més comuns en castellà aragonès són els sufixos -ico/a i -ete/a o -é/eta: un poquico/un poquete, una mocica/una moceta, un zagalé/una zagaleta
- Els noms d'arbres usen el sufix -era: olivera, almendrera, noguera
- Ús del vocatiu maño/a (en part del territori)
- Omissió o elisió de la vocal final de determinades partícules (preposicions, articles, conjuncions) quan la paraula següent comença per vocal: d'aquel, d'Aragón, yo m'hago
- Ús de la conjunció il·lativa pues al final de frase.
- Absència o escassetat de leísmo —ús del lo— (tret estès per les varietats del castellà del centre peninsular)
- Subsistema pronominal àton, mantenint el paradigma llatí: se les dije
- Pèrdua de la [r] de l'infinitiu al costat de pronom enclític: decime, contame, dame (decirme, contarme i darme en castellà estándar), tret també present en molts altres dialectes.
- L'ordre dels pronoms àtons combinats és en primer lloc el pronom de complement indirecte i en segon lloc el pronom reflexiu (ordre contrari al del castellà estàndard): me se cayó; també és comú aquest tret en molts altres dialectes peninsulars.
- Ús freqüent de l'article definit amb noms propis: la Pilar, el Jesús (Només en algunes zones).
- La conjunció disjuntiva del castellà aragonès és u en tots els contexts fònics (a diferència del castellà estàndard, en el qual la conjunció disjuntiva principal és o i la conjunció u s'utilitza únicament en alguns casos particulars): peras u manzanas.

### Lèxic
Les majors diferències dialectals entre el castellà aragonès i el castellà estàndard es donen en el camp del lèxic, a causa de la conservació del lèxic propi del romanç aragonès medieval. Part d'aquest lèxic és particular d'aquesta varietat. Una altra part és comuna a les varietats orientals del castellà (varietats de La Rioja, Navarra, Sòria, de l'interior del País Valencià, de la part oriental de Castella-la Manxa, Múrcia i de la part oriental d'Andalusia). Finalment, una altra part del lèxic del castellà aragonès és comú amb les varietats lingüístiques de l'orient peninsular i sud de França (català i occità). El lèxic propi rep la denominació d'aragonesismes.
La conservació del lèxic propi aragonès es fa especialment evident en el lèxic de les activitats rurals (agricultura, ramaderia, caça) i en el vocabulari empleat per descriure la geografia i fenomenologia locals, els objectes domèstics o les tradicions culturals. Alguns dels aragonesismes més freqüents en castellà aragonès són:
- Camp semàntic de les plantes: ababol (amapola en castellà estàndard), aliaga (aulaga), morcacho (centeno), panízo (blat de moro), espirigallo/pipirigallo (esparceta)
- Camp semàntic de les fruites i verdures: alberge (albercoc), mangrana/minglana (magrana), presco/presiego/presquilla (préssec), espinay/espinae (espinac), mongeta blanca (mongeta)
- Camp semàntic dels animals: paniquesa (mostela), tajugo/tajubo (teixó), ardacho/[6]fardacho (llangardaix), zapo (gripau), boque (cabró, boc), sargantana (sargantana), caparra (paparra), mardano (carner), cuchareta/cullerot (capgròs) mascle (mul), cardelina (cadernera)
- Camp semàntic de la geografia: zaborra/zaborro/cantal (pedra, roca), algezón (tros de guix)
- Camp semàntic de la casa: falsa (golfa), lluna (pati interior)
- Camp semàntic de les activitats i utensilis domèstics: poal (galleda), badil (recogedor), escobar (escombrar), jorear (airejar), rujiar (ruixar)
- Camp semàntic del menjar: laminero (llaminer), niquitoso (dengoso), farinetas (gachas de farina de blat de moro), sunsirse (quedar-se sec, sense aigua), abadejo (bacallà), arguellarse (desmedrarse), esbafarse (quedar-se sense gas)
- Camp semàntic de les parts del cos: melico/meligo (melic), ancón (maluc), arpa (cama), tubillo (turmell), rudilla/rodeta (genoll), morros (llavis) per a persones; coda (cua), lleuger (pulmó) per a animals
- Camp semàntic de la comunicació: charrar (parlar), embolicar (embolicar, enganyar, entabanar)
- Camp semàntic de l'aigua: chipiar (mullar, calar), capuzar (ficar en l'aigua (de cap))
- Camp dels insults: fato (ximple), carnuz (ruin)
- Camp semàntic dels oficis: yesaire (yesero, guixaire)
- Paraules formades amb el prefix típic aragonès és-: escachar (xafar), esbafarse (quedar-se sense bombolles (una beguda)), escaparrar (llevar paparres)
- Expressions idiomàtiques pròpies: pa cutio (sense canvis, sempre igual), dar ferrete (molestar o desgastar)[7]

## Varietats internes
El castellà aragonès, com qualsevol varietat lingüística, no és homogeni. Internament, existeixen diferències dialectals. María Antonia Martín Zorraquino distingeix tres varietats internes o subdialectes:
- Castellà aragonès sud-occidental: és la varietat parlada en el sud-oest de les províncies de Saragossa i Terol. Abraça les parles de les comarques de Tarassona i el Moncayo, Aranda, Comunitat de Calataiut, Camp de Daroca, Jiloca, Serra d'Albarrasí, Comunitat de Terol i Gúdar-Javalambre. És la varietat més castellana.
- Castellà aragonès central: ocupa la zona central de les províncies de Saragossa i Terol, abastant les parles de les comarques de Ribera Alta de l'Ebre, Camp de Borja, Valdejalón, Comarca de Saragossa, Camp de Carinyena, Conques Mineres i el Maestrat aragonès. És una varietat intermèdia que comparteix trets de les varietats sud-occidental i nord-oriental.
- Castellà aragonès nord-oriental: abasta una petita zona del nord d'Osca (Sallent, Broto, Jaca), l'extrem nord de la província de Saragossa (Cinc Viles), un ampli espai del sud de la província d'Osca (Monegres) i la part oriental de les províncies de Saragossa i Terol (Sota Aragó Històric i Ribera Baixa de l'Ebre). És la varietat que conserva més peculiaritats representatives de resultats fònics típicament aragonesos. Dins del mateix, per la seva peculiaritat, destaquen parles com les de Casp o Chiprana.

## Relació amb altres dialectes i llengües
És difícil precisar l'extensió i importància de l'idioma aragonès medieval. Diversos investigadors ho relacionen amb les varietats del castellà frontereres amb el català, especialment amb l'anomenat xurro de les comarques valencianes nord-occidentals, arribant fins i tot la seva possible influència del castellà murcià.

## Situació actual i tendència futura
En l'actualitat, el castellà aragonès està perdent gran part dels seus trets dialectals propis. Això és degut en gran part, al procés d'uniformització dialectal del castellà peninsular que existeix avui dia. L'educació, els mitjans de comunicació i l'administració d'Aragó faciliten avui dia només l'ús del castellà estàndard, quedant restringit l'ús del castellà aragonès per a l'àmbit col·loquial i informal.
A més, els trets dialectals aragonesos són, sovint, vists per alguns aragonesos com a vulgars, poc prestigiosos o regionalment marcats i estan essent substituïts a poc a poc per formes més generals i menys marcades del castellà peninsular. Aquesta situació, habitual en moltes comunitats lingüístiques, té similituds amb el fenomen lingüístic de la diglòssia.